# Unión Democrática del Manifiesto Argelino
La Unión Democrática del Manifiesto Argelino (UDMA) fue un partido político argelino fundado por Ferhat Abbas en 1946. Junto al MTLD de Messali Hadj fue uno de los dos grandes conglomerados nacionalistas argelinos tras la Segunda Guerra Mundial. Con él, se presentó a las elecciones argelinas para la Asamblea Constituyente de junio de 1946, obteniendo 11 de los 13 escaños cedidos a la población argelina. Tras la creación del Frente Nacional de Liberación (FLN) y el comienzo de la Guerra de Independencia, se discutió el lugar de la UDMA dentro del futuro de Argelia, decidiéndose, finalmente, que tanto la propia UDMA como el Partido Comunista de Argelia se disolverían y sus miembros se adjuntarían al FLN. Por tanto, su fundador Ferhat Abbas escapó a Egipto, donde pudo formar parte de la cabeza del FLN.